# Понтеканяно Фаяно
Понтеканя̀но Фая̀но (на италиански: Pontecagnano Faiano) е община в Южна Италия, провинция Салерно, регион Кампания. Разположена е на 28 m надморска височина. Населението на общината е 25 543 души (към 2010 г.).
Административен център на общината е град Понтеканяно (Pontecagnano Faiano).